# Delikatladen

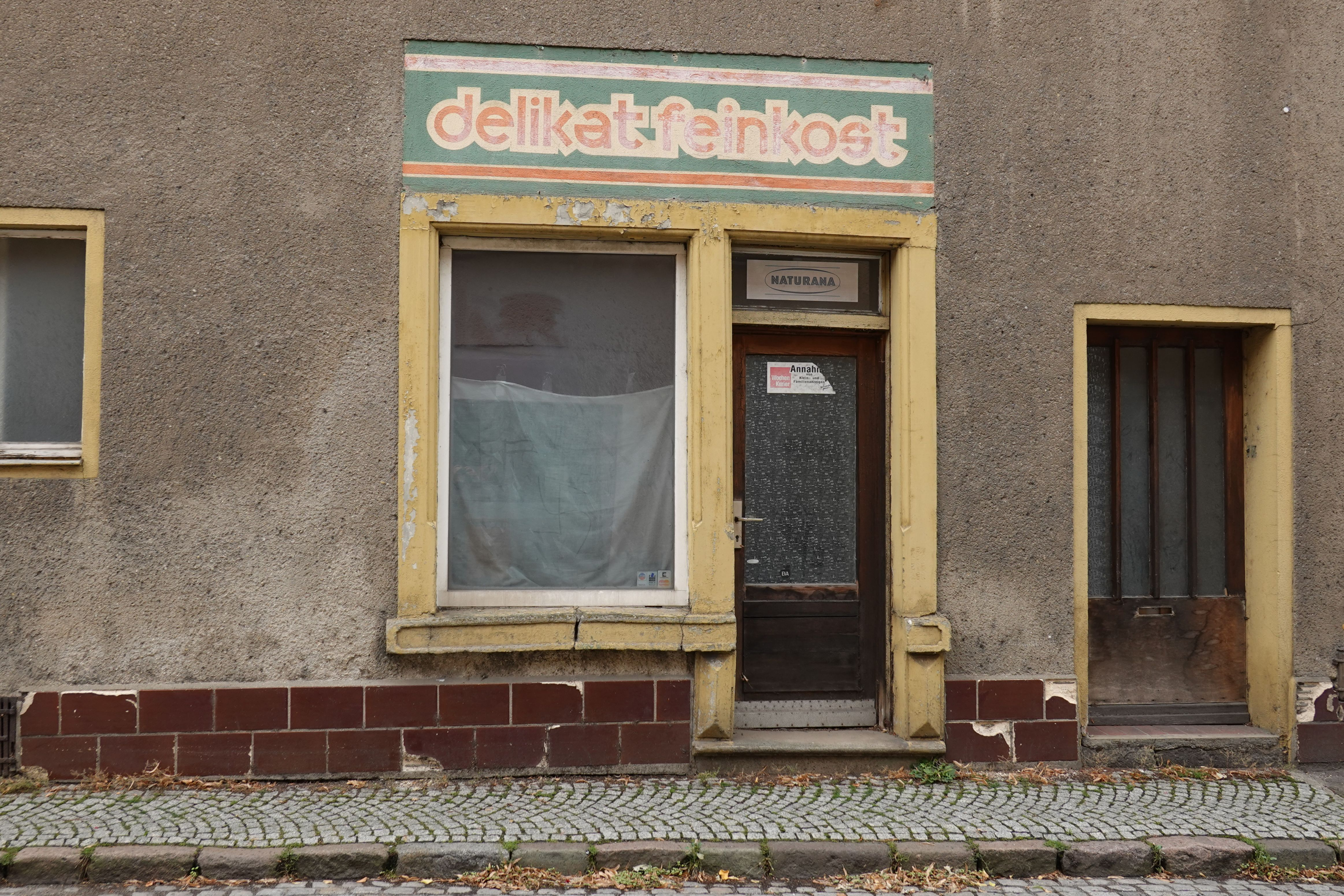
Ancienne Delikatladen à Lommatzsch, 2023.

Les Delikatladen (en abrégé Delikat ; familièrement Deli ou Fress-Ex, traduction littérale française : épiceries fines) étaient des magasins de détail de produits alimentaires  en RDA. Ces branches spéciales de la Handelsorganisation, parallèles aux magasins Exquisit, existaient dans tous les chefs-lieux de district et de canton de la RDA ainsi que dans les lieux importants sur le plan économique ou culturel et ont émergé à partir de 1966.

## Histoire
Les premières Delikatladen ont ouvert en 1966. À partir de 1978, l’entreprise passe de 109 à 250 magasins. Dans le langage courant, on les appelait parfois Deli ou, en référence aux Exquisitladen, Fress-Ex′.

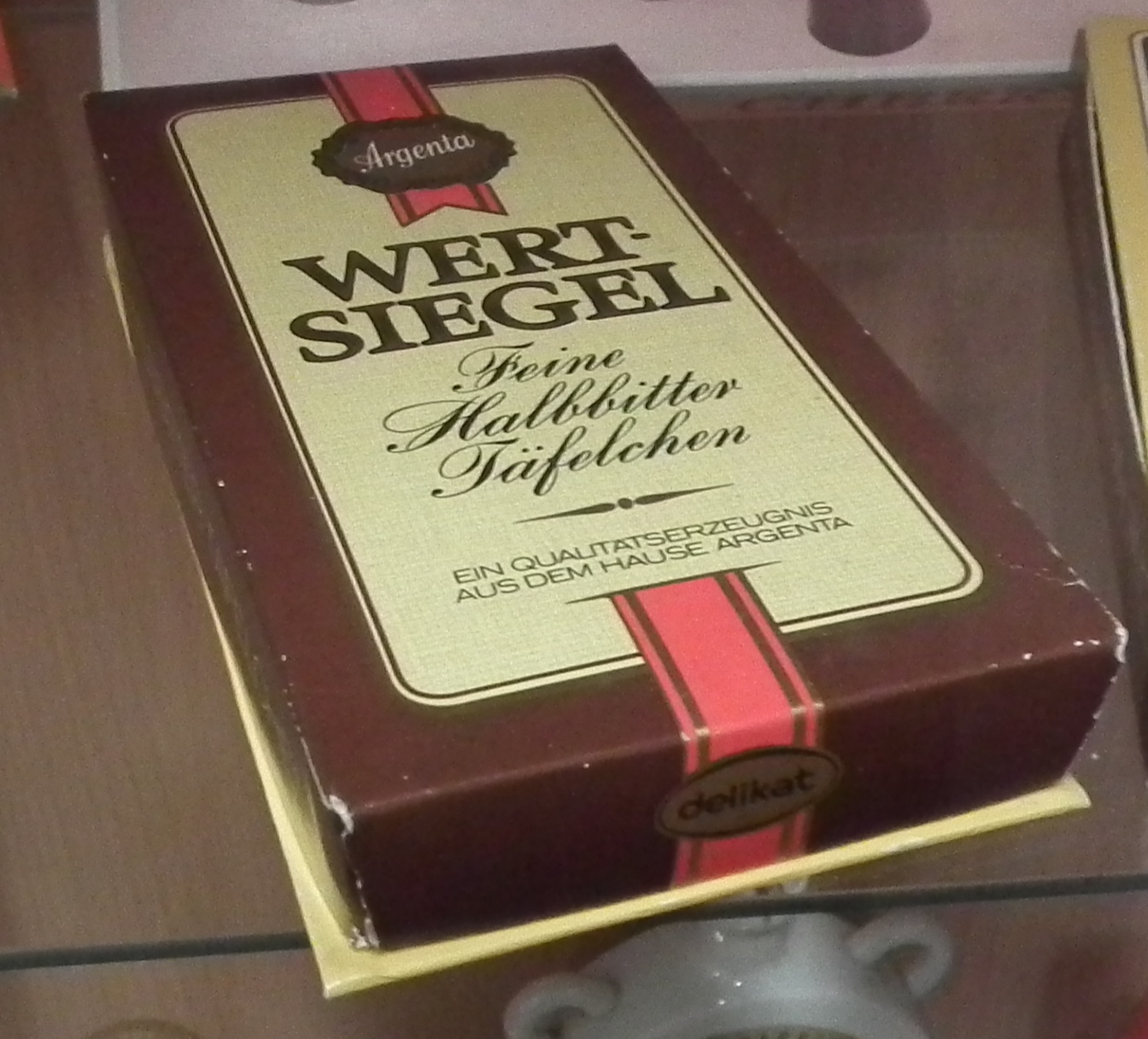
Chocolat Delikat Argenta au Musée de la RDA de Pirna.

Les produits étaient principalement des aliments et articles de luxe ou d'épicerie fine, principalement produits en RDA. Il y avait aussi des articles d'exportation et d'autres marchandises rarement disponibles, certaines dans des emballages occidentaux, et vers la fin de la RDA également des marques occidentales. On y trouvait principalement des aliments et des boissons emballés de longue conservation, et dans les grands magasins, il y avait aussi des comptoirs frais pour le fromage, la viande et les saucisses.
Les prix de la plupart des produits était significativement plus élevé que celui des magasins classiques. Toutefois, cela n’a pas nécessairement entraîné une amélioration de la qualité. Cependant, l'élargissement de la gamme de produits dans les Delikatladen était dû au fait que les produits populaires disparaissaient des magasins ordinaires, pour réapparaître dans les épiceries fines dans de nouveaux emballages à un prix plus élevé. Cela a touché la stabilité des prix des denrées alimentaires, souhaitée politiquement, afin de réduire la circulation monétaire croissante et ainsi, en fin de compte, cela a masqué l’inflation croissante. Entre 1974 et 1989, les prix moyens dans l’ensemble du secteur de détail ont augmenté de près de trois pour cent par an.